# Матвей Денисович Булгак
Матвей Денисович Булгак — рязанский боярин, позднее воевода на службе у московских князей Ивана III и Василия III.
Основоположник рязанского рода Булгаковых. Потомок в V поколении от рязанского воеводы Ивана Ивановича Шаина или Шалина, от которого кроме Булгаковых произошли Денисьевы, Измайловы и Назаровы. Старший из четырёх сыновей боярина Дениса Юрьевича. Имел пятерых сыновей, которые носили фамилию по деду — Денисьевы, а его внуки уже назывались Булгаковы.
Перешёл от рязанского князя на службу Ивану III. В 1501 году принял участие в походе русских войск против Большой орды, предпринятом в соответствии с союзным договором между Иваном III и крымским ханом Менгли Гиреем. В 1507 году он был воеводой в Белёве. В 1520 году, после присоединения рязанского княжества к Московскому княжеству, был послан в Рязань наместником.